# Třetí vláda Paula Gautsche

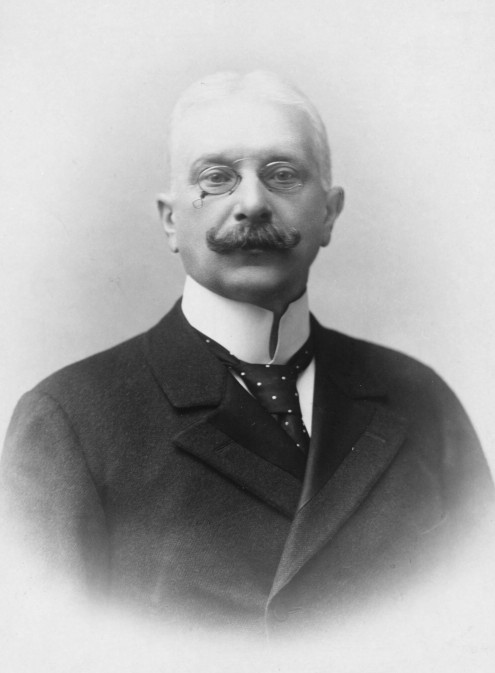
Ministerský předseda Paul Gautsch von Frankenthurn

Třetí vláda Paula Gautsche byla předlitavská vláda, úřadující od 28. června 1911 do 3. listopadu 1911. Sestavil ji Paul Gautsch poté, co skončila předchozí vláda Richarda Bienertha. Z ní do tohoto kabinetu přešla většina řadových ministrů.

## Dobové souvislosti a činnost vlády
Vláda Paula Gautsche nastoupila v situaci, kdy předchozí kabinet Richarda Bienertha odstoupil v důsledku voleb do Říšské rady roku 1911, v nichž ztratil většinu v parlamentu. Paul Gautsch se pak stal (již potřetí v dějinách Předlitavska) předsedou nové vlády, která byla ovšem jen krátce existující a koncipovaná převážně jako úřednický kabinet. Gautsch se sice snažil vyjednat pro vládu trvalejší podporu mezi politickými stranami a ohlašoval pozitivní vládní politiku koncentrace sil, ale po několika měsících svůj úkol vzdal vzhledem k neschopnosti v etnicky a ideologicky roztříštěném politickém spektru dojednat výraznější podporu. Uvolnil se tak prostor pro nástup vlády Karla Stürgkha, jež vydržela až do roku 1916, ovšem za cenu trvalého odstavování parlamentu. Historik Otto Urban vidí vládu Paula Gautsche jako ukázku rozšířeného pohledu mezi rakouskými konzervativci počátku 20. století, že v Předlitavsku se nedá vládnout parlamentním způsobem.

## Složení vlády
| Resort                              | Ministr                   | Nástup do funkce | Konec funkce      |
| ----------------------------------- | ------------------------- | ---------------- | ----------------- |
| ministerský předseda                | Paul Gautsch              | 28. června 1911  | 3. listopadu 1911 |
| ministr vnitra                      | Max Wickenburg            | 28. června 1911  | 3. listopadu 1911 |
| ministr financí                     | Robert Meyer              | 28. června 1911  | 3. listopadu 1911 |
| ministr kultu a vyučování           | Karl von Stürgkh          | 28. června 1911  | 3. listopadu 1911 |
| ministr spravedlnosti               | Viktor von Hochenburger   | 28. června 1911  | 3. listopadu 1911 |
| ministr obchodu                     | Viktor Mataja             | 28. června 1911  | 3. listopadu 1911 |
| ministr zemědělství                 | Adalbert von Widmann      | 28. června 1911  | 3. listopadu 1911 |
| ministr zeměbrany                   | Friedrich von Georgi      | 28. června 1911  | 3. listopadu 1911 |
| ministr železnic                    | Victor von Röll           | 28. června 1911  | 3. listopadu 1911 |
| ministr veřejných prací             | Karel Marek               | 28. června 1911  | 3. listopadu 1911 |
| ministr pro haličské záležitosti    | Wacław Zaleski            | 28. června 1911  | 3. listopadu 1911 |
| společní ministři Rakouska-Uherska: |                           |                  |                   |
| * ministr zahraničí                 | Alois Lexa von Aehrenthal | 28. června 1911  | 3. listopadu 1911 |
| * ministr války                     | Franz Xaver von Schönaich | 28. června 1911  | 20. září 1911     |
| * ministr války                     | Moritz von Auffenberg     | 20. září 1911    | 3. listopadu 1911 |
| * ministr financí                   | István Burián             | 28. června 1911  | 3. listopadu 1911 |